# Os Três Mosqueteiros (1973)
The Three Musketeers é um filme britânico-estadunidense de 1973, do gênero aventura, dirigido por Richard Lester e escrito por George MacDonald Fraser. O roteiro é baseado no livro Os Três Mosqueteiros, de Alexandre Dumas.

## Elenco
- Oliver Reed - Athos
- Raquel Welch - Constance de Bonancieux
- Richard Chamberlain - Aramis
- Michael York - D'Artagnan
- Frank Finlay - Porthos[2]
- Christopher Lee - Rochefort
- Geraldine Chaplin - Anna de Áustria
- Jean-Pierre Cassel - Luís XIII
- Spike Milligan - M. Bonancieux
- Roy Kinnear - Planchet
- Georges Wilson - Treville
- Simon Ward - Duque de Buckingham[3]
- Faye Dunaway - Lady de Winter
- Charlton Heston - Cardeal Richelieu
- Joss Ackland - Pai de D'Artagnan
- Nicole Calfan - Kitty
- Michael Gothard - Felton
- Sybil Danning - Eugenie
- Gitty Djamal - Beatrice
- Ángel del Pozo - Jussac
- Gretchen Franklin - Mãe de D'Artagnan

## Prêmios e indicações
Globo de Ouro 1975 (EUA)
- Venceu na categoria de melhor atriz - comédia/musical (Raquel Welch)
- Indicado na categoria de melhor filme - comédia/musical.

BAFTA 1975 (Reino Unido)
- Indicado nas categorias de melhor edição, melhor figurino, melhor direção de arte, melhor trilha sonora e melhor fotografia.

Grammy 1975 (EUA)
- Indicado na categoria de melhor trilha sonora original - filme.